# Order Zasługi Wojskowej (Węgry)
Order Zasługi  Wojskowej (węg. Katonai Érdemrend) – węgierskie powstańcze odznaczenie wojskowe nadawane w 1849 podczas powstania węgierskiego.

## Charakterystyka
Zamiar utworzenia orderu został ogłoszony 20 grudnia 1848 przez Lajosa Kossutha. 2 marca 1949 odznaczenie ustanowił Komitet Obrony Narodowej (Országos Honvédelmi Bizottmány). Można je było otrzymać za zasługi wojenne niezależnie od posiadanej rangi. Podzielony został na trzy klasy, z których dwie niższe miały prowizoryczny wygląd, a prerogatywy ich nadawania przekazano na ręce generałów Kossutha, Bema, Görgei, Klapki i Perczela:

- I klasa – srebrna ośmiopromienna gwiazda orderowa (∅ 88 mm), ze złotymi krzyżem lotaryńskim na pagórku i koroną u podstawy krzyża (z węgierskiego herbu), otoczonymi złotym wieńcem laurowym;

- II klasa – większa prostokątna czerwona wstążka (36 × 30 mm), ze złotym krzyżem lotaryńskim otoczonym złotym wieńcem laurowym pośrodku;

- III klasa – mniejsza prostokątna czerwona wstążka (26 × 23 mm), ze złotym wieńcem laurowym pośrodku (wieniec posiadał pięć wersji różniących się w niewielkim stopniu, w zależności od nadającego)[1][3][4].

## Odznaczeni

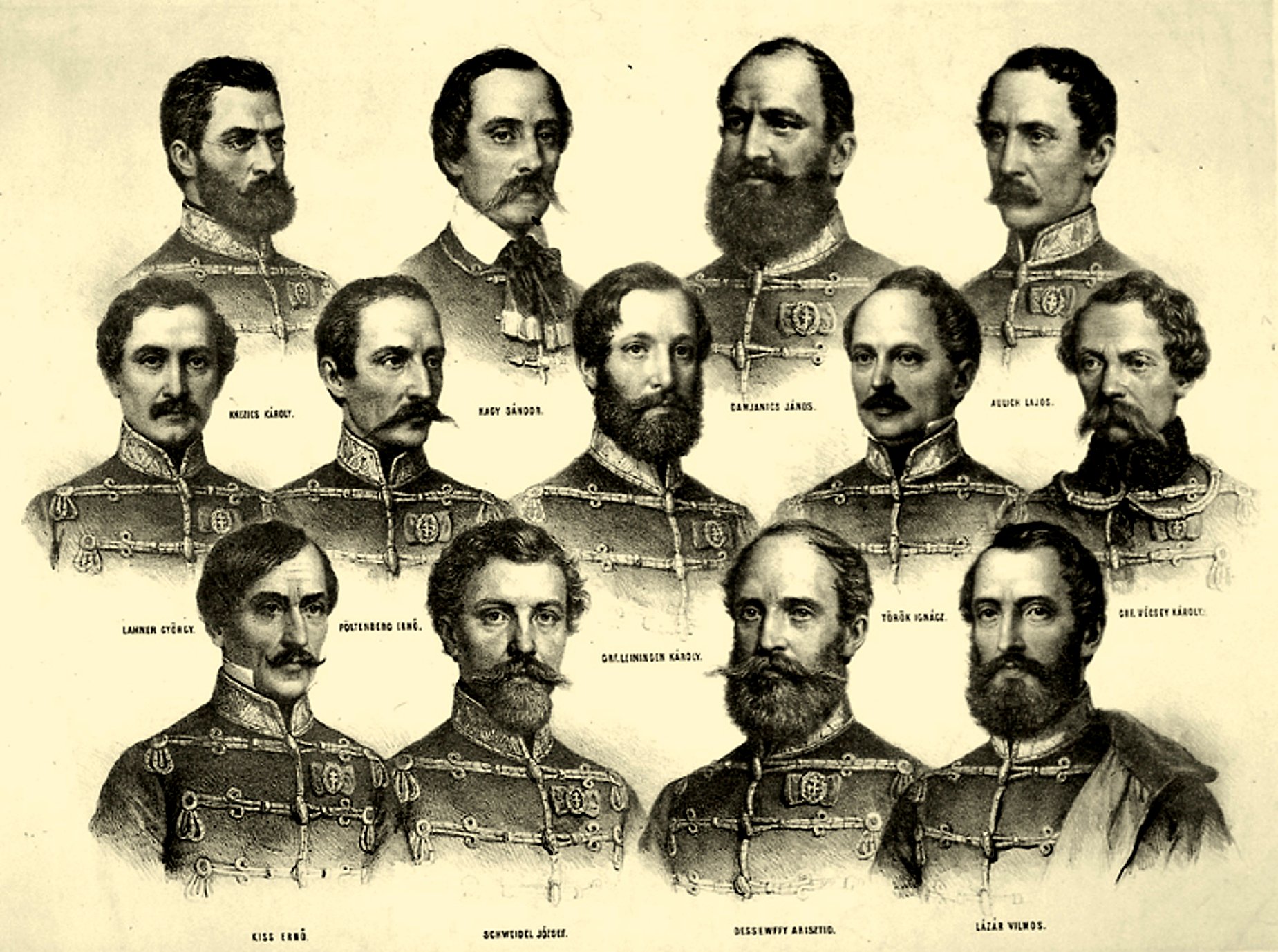
Trzynastu generałów-męczenników z Aradu, w tym dziesięciu odznaczonych II kl. orderu – litografia autorstwa Miklósa Barabása.

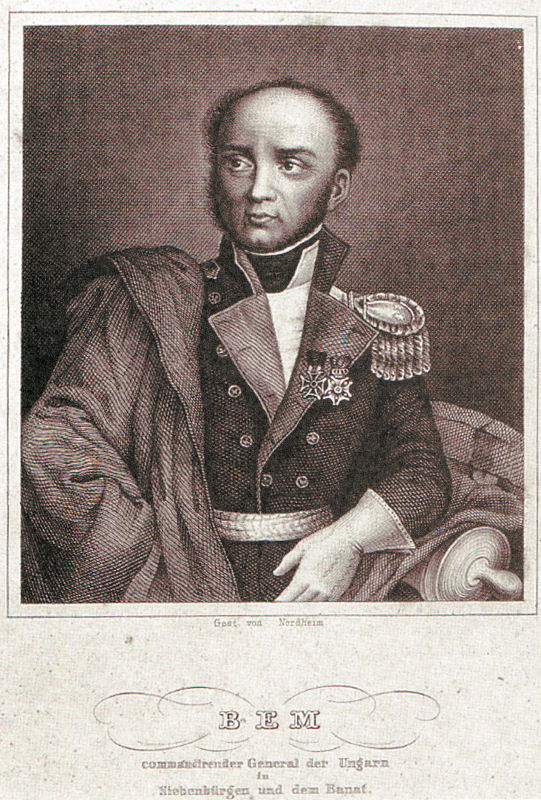
Józef Bem

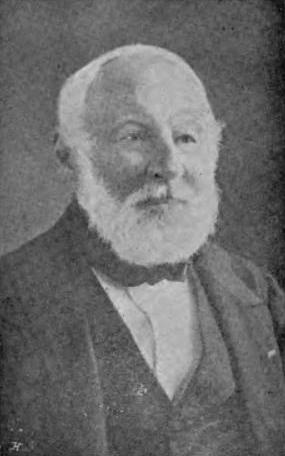
Jerzy Bułharyn

Jedynie generałów Józefa Bema oraz Artúra Görgeya odznaczono dwoma najwyższymi klasami. II klasę otrzymali m.in. gen. György Klapka, gen. Miklós Perczel, gen. Jerzy Bułharyn, gen. Józef Wysocki, płk Dyonizy Zarzycki, rotm. Władysław Poniński (trzej ostatni posiadali również najniższą klasę) oraz większość z trzynastu męczenników z Aradu – węgierskich powstańczych generałów straconych z rozkazu austriackiego generała Juliusa Jacoba von Haynaua – łącznie około 140 osób. Orderem III klasy odznaczono około 2 tys. powstańców, w tym co najmniej 36 Polaków.

### Lista odznaczonych Polaków
Spośród Polaków, którzy po przegranym powstaniu uszli do Turcji order posiadali m.in:
z Legionu Polskiego na Węgrzech:
- gen. Józef Wysocki – II i III klasa
- gen. Jerzy Bułharyn – II klasa

wojska inżynieryjne:
- mjr Adolf Grochowalski – III klasa

artyleria:
- ppłk Jacenty Grąbowiecki – III klasa
- por. Władysław Bentkowski – III klasa

piechota:
- ppłk Tadeusz Idzikowski – III klasa
- ppłk Ignacy Czernik – III klasa
- mjr Antoni Wieruski – III klasa
- mjr Hipolit Żółtowski – III klasa
- mjr Ksawery Horodyński – III klasa
- kpt. Adam Hoszowski – III klasa
- kpt. Józef Jagmin – III klasa
- kpt. Karol Brazewicz – III klasa
- por. Franciszek Zima – III klasa
- por. Gustaw Burhard – III klasa
- por. Piotr Poisson – III klasa
- por. Franciszek Orłowski – III klasa
- ppor. Leon Dreziński – III klasa
- ppor. Jakób Szaszkiewicz – III klasa

kawaleria:
- ppłk Władysław Mniszek-Tchorznicki – III klasa
- ppłk Władysław August Poniński – II  i III klasa
- mjr Seweryn Korzeliński – III klasa
- kpt. Józef Łusakowski – III klasa
- por. Jan Aleksander Fredro – III klasa
- por. Feliks Miączyński – III klasa
- ppor. Eustachy Madejski – III klasa
- podof. Leopold Morawiecki – III klasa
- podof. Karol Treczkin – III klasa
- szer. Prażmowski – III klasa

oraz oficerowie polscy z wojska węgierskiego:
- gen. dyw. Józef Bem – I klasa
- płk Dionizy Zarzycki – II i III klasa
- mjr Władysław Jordan – III klasa
- mjr Zygmunt Jordan – III klasa
- mjr Edward Dzwonkowski – III klasa
- mjr Tomasz Wierzbicki – III klasa
- kpt. Julian Burchard – III klasa
- kpt. Leopold Hoszek – III klasa
- kpt. Leopold Kabat – III klasa